# 老虎全球管理
老虎全球管理（Tiger Global Management, LLC，简称Tiger Global）是一家美国投资公司。該公司主要关注互联网、软件、消费和金融科技行业，成立於2001年3月。2007年至2017年間，根据Preqin的创投报告，老虎全球管理的融资额在所有风险投资公司中是最高的。

## 背景
切斯·科尔曼三世是朱利安·罗伯逊的门徒，从1997年到2000年，他在老虎管理公司担任技术分析师。2000年，罗伯逊关闭了老虎管理公司，并委托科尔曼管理超过2500万美元的资金，使他成为30多个所谓的 "小老虎 "之一，这些基金经理在老虎管理公司开始他们的基金管理生涯。
2001年，科尔曼成立了老虎科技公司（后来改名为老虎全球管理有限公司），作为对冲基金投资于公共股票市场。2003年，老虎全球扩大到投资于私募股权市场。
从2007年到2017年期间，根据Preqin风险报告，老虎全球在风险投资公司中筹集的资金数额最高 。
2020年，老虎全球为其投资者赚取了104亿美元，超过了伦敦基金公司LCH Investments编制的前20名经理人年度名单上的任何其他对冲基金。

## 业务概述
老虎全球有两个策略，各自管理大致相同的资金。
公共股权业务使用股权策略投资于上市公司。其著名的基金包括老虎全球投资（公司的旗舰多空基金）和老虎全球长期机会（长期）。
私募股权策略的目标是早期到后期的成长型私人公司，重点是位于美国、中国和印度的企业。据估计，老虎全球约有30%的资金投资于早期阶段（A轮和B轮）的创业公司，20.5%投资于C轮创业公司。
老虎环球总部设在纽约，在香港、北京、新加坡和班加罗尔设有分支机构。

## 外部鏈接
- www.tigerglobal.com （页面存档备份，存于）